# Ecknach
Der Ort Ecknach liegt am Fluss Ecknach und ist ein Stadtteil der Kreisstadt Aichach im schwäbischen Landkreis Aichach-Friedberg mit gut 1100 Einwohnern.

## Geschichte
Ecknach schrieb man um 800 Ecchinaha. Erst im 17. Jahrhundert wurde daraus der heutige Ortsname. Ein Ecko oder Eckeprecht, der dem Ort am gleichnamigen Fluss den Namen gab, dürfte im 7./8. Jahrhundert gelebt haben. Es gibt zwei Sagen, die von zwei Kapellen um 788 berichten. Im 10. Jahrhundert bei den Ungarneinfällen gingen sie in Flammen auf und wurden wieder aufgebaut. Zwischen 788 und 807 hatten zwei Priester, auf von ihren Vorfahren ererbtem Boden im Ecknachtal zwei Kirchen erbaut. Im Jahre 1024 übergab Kaiserin Kunigunde einen großen Hof in Ecknach durch einen Adeligen an das Kloster Kühbach.
Seit 1818 war Ecknach mit dem Weiler Tränkmühle und den Einöden Eitershofen und Nisselbach eine selbstständige Gemeinde, die 1840 genau 330 Einwohner zählte. Am 1. Januar 1978 wurde im Zuge der Gemeindegebietsreform der Ort nach Aichach eingemeindet. Die Gemeinde Ecknach ist nachweislich deutlich älter als die heute größere Stadt Aichach.

## Baudenkmal
Unter Denkmalschutz steht als einziges Gebäude in dem Stadtteil die katholische Pfarrkirche St. Peter und Paul. Deren Turm ist im Kern romanisch, der Chor stammt vom Ende des 15. Jahrhunderts. Das heutige Langhaus wurde 1971/72 errichtet und am 24. September 1972 von Bischof Josef Stimpfle geweiht.

## Bodendenkmäler
Siehe: Liste der Bodendenkmäler in Aichach

## Sonstiges
- Den Busverkehr stellt der Augsburger Verkehrsverbund mit der Regionalbuslinie 206 sicher.
- Am Ortsrand verläuft die Bundesstraße 300, die zur Bundesautobahn 8 in acht Kilometer Entfernung führt.
- Durch den Ort fließt die Ecknach. In einem Projekt werden die Lebensräume hier naturbelassen.
- In Ecknach befindet sich das Gewerbegebiet von Aichach direkt an der B 300.
- Der Ort findet in Gerhard Polts Sketch „Warten auf Dillinger“ Erwähnung.